# Ezechiel N'Douassel
Ezechiel Aliadjim N'Douassel - em árabe, إيزيكييل ندواسل (Jamena, 22 de abril de 1988) é um futebolista chadiano que atua como atacante. Atualmente defende o Bhayangkara F.C.

## Carreira
Em seu país, N'Douassel jogou pelo Tourbillon, onde iniciou a carreira ainda nas categorias de base e se profissionalizou em 2006. Foram 54 jogos e 32 gols em 3 temporadas pela equipe.
Jogou também na Argélia (USM Blida), Tunísia (Club Africain), Rússia (Terek Grozny), Turquia (Konyaspor, emprestado pelo Terek) e também no futebol israelense, representando Ironi Kiryat Shmona e Hapoel Tel Aviv. Em agosto de 2017, assinou com o Persib Bandung, onde joga desde então.

## Seleção nacional
King Eze joga pela Seleção Chadiana desde 2005, sendo o atual capitão do time e recordista de jogos com 38 jogos oficiais.

## Propostas de outros clubes e tentativas de contratação
Durante sua passagem pelo USM Blida, N'Douassel chegou a receber propostas de Arsenal, Monaco, Olympique de Marseille e Mallorca, mas optou em permanecer na equipe.
Em julho de 2009, foi contratado pelo FCV Dender por 200 mil euros depois de impressionar no período de experiência. Porém, o atacante voltou ao Blida pouco depois, uma vez que ainda estava sob contrato com o clube argelino.
King Eze ainda chegou a ser emprestado ao Paris FC em 2014, com opção de compra. Entretanto, por motivos financeiros, a contratação do jogador foi anulada.